# Edward Bransfield
Edward Bransfield (Ballinacurra, 1785 – Brighton, 31 ottobre 1852) è stato un militare ed esploratore britannico che prestò servizio come master su numerose navi ed esplorò parti di Antartide.

## Gioventù
Edward Bransfield nacque a Ballinacurra nella contea di Cork, in Irlanda, nel 1785 circa. Si conosce poco della famiglia di Edward o dei suoi primi anni, ma si pensa che i Bransfield fossero una famiglia cattolica rispettata. I Bransfield potrebbero aver avuto abbastanza denaro da pagare l'istruzione di Edward, ma a causa delle leggi penali irlandesi è più probabile che abbia frequentato una locale scuola hedge. Il 2 giugno 1803 Bransfield, allora appena diciottenne, fu preso dal peschereccio del padre e costretto ad imbarcarsi su una nave della Royal Navy.
Iniziò come marinaio comune sul vascello di primo grado da 110 cannoni HMS Ville de Paris, dove condivise la cabina con William Edward Parry, allora mozzo dodicenne, che si sarebbe poi distinto come esploratore polare. Bransfield fu considerato marinaio esperto nel 1805 ed assegnato nel 1806 alla HMS Royal Sovereign (che aveva preso parte alla battaglia di Trafalgar nel 1805) prima di diventare secondo master's mate nel 1808, guardiamarina nel 1808, clerk nel 1809 e di nuovo guardiamarina nel 1811. Nel 1812 aveva raggiunto il grado di secondo master, e nello stesso anno funse da master sulla HMS Goldfinch, una sloop-of-war da 10 cannoni di classe Cherokee.
Tra il 1814 ed il 1816 prestò servizio come master su molte navi di quinto grado e, il 21 febbraio 1816, fu nominato master della quarto grado da 50 cannoni HMS Severn, con la quale partecipò al bombardamento di Algeri.
Nel settembre 1817 fu nominato master della HMS Andromache al servizio del capitano William Shirreff. Fu durante questo incarico che fu assegnato al nuovo Squadrone del Pacifico della Royal Navy al largo di Valparaíso in Cile.

## Antartide

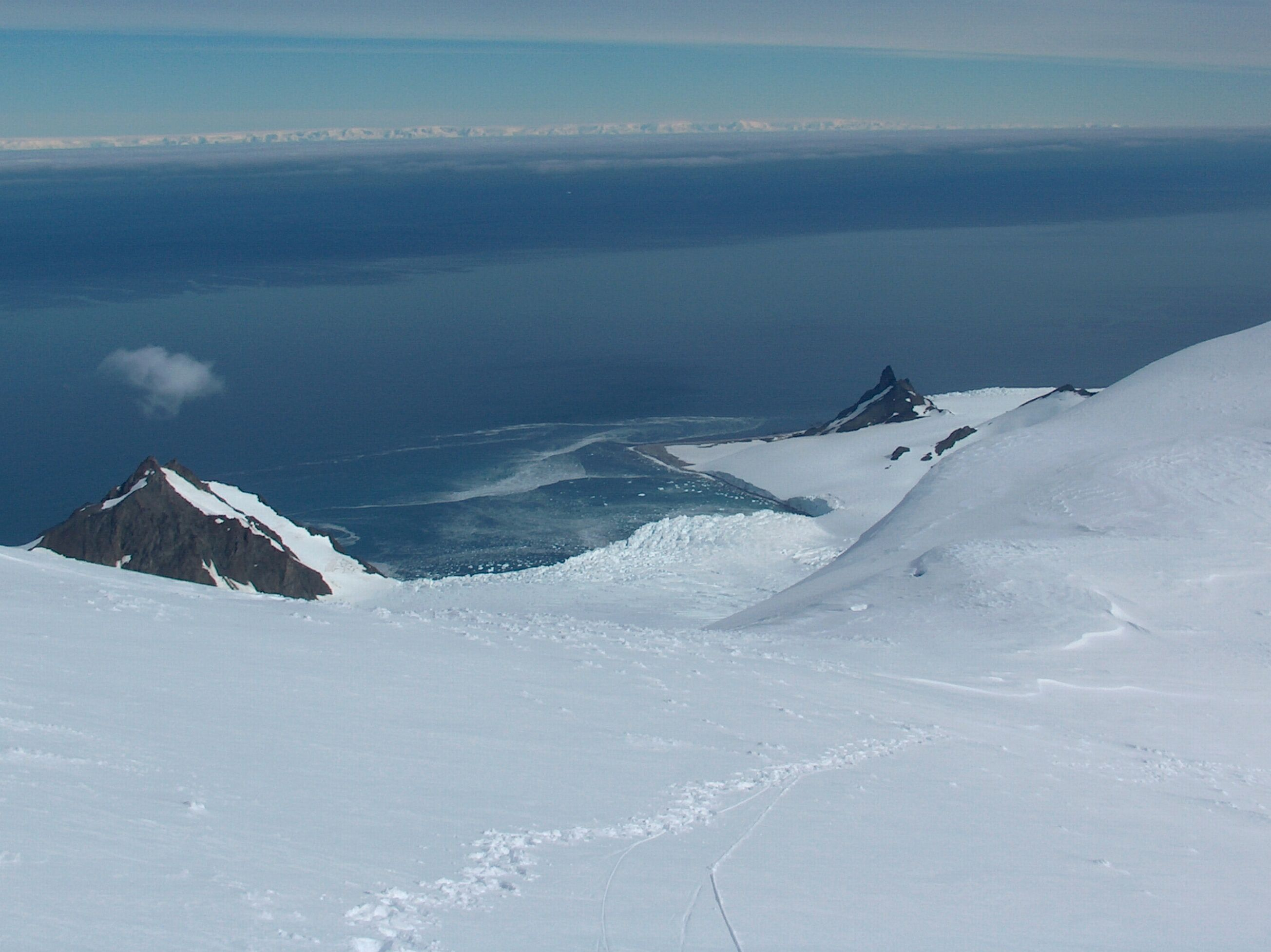
Stretto di Bransfield visto dai monti Tangra, sull'isola Livingston. Sullo sfondo la penisola Antartica

Nel 1773 James Cook oltrepassò il circolo polare antartico, annotando con orgoglio nel proprio diario che era "senza dubbio il primo attraversamento mai effettuato di questa linea". L'anno dopo circumnavigò completamente l'Antartide raggiungendo una latitudine di 71° 10', prima di venire respinto dai ghiacci. Fu il punto più meridionale mai toccato dall'uomo.
Nonostante non sia riuscito ad avvistare l'Antartide, Cook smentì una volta per tutte la fantasiosa idea di un continente fertile e popoloso attorno al polo. L'Ammiragliato britannico perse interesse nell'Antarctic e si dedicò maggiormente alla ricerca del passaggio a nord-ovest. Passò quasi mezzo secolo prima che altri si recassero più a sud di Cook.
Durante il doppiaggio nel 1819 di Capo Horn, William Smith, proprietario e skipper di un mercantile britannico, la Williams, fu condotto a sud da venti avversi e scoprì quelle che poi sarebbero diventate le isole Shetland Meridionali. Quando la scoperta raggiunse Valparaíso, il capitano Shirreff decise la cosa meritava ulteriori investigazioni. Le Williams furono mappate e Shirreff assegnò Bransfield, due guardiamarina ed il medico della HMS Slaney ad una ricognizione delle isole appena scoperte. Smith rimase a bordo come pilota di Bransfield.
Dopo un breve e infruttuoso viaggio nei mari antartici, Bransfield e Smith raggiunsero le isole Shetland Meridionali. Bransfield sbarcò sull'isola di re Giorgio e ne prese formalmente possesso per conto di re Giorgio III (morto il giorno prima, 29 gennaio 1820), prima di procedere a sudovest oltre l'isola Deception, non esaminata né mappata. Virando a sud, attraversò quello che oggi è lo stretto di Bransfield (a lui dedicato da James Weddell nel 1822), ed il 30 gennaio 1820 avvistò la penisola Trinity, il punto più settentrionale del continente antartico. "Questa fu la scoperta dell'Antartide" scrisse l'inglese Roland Huntford.
All'insaputa di Bransfield, due giorni prima, il 28 gennaio 1820, l'esploratore russo Fabian Gottlieb von Bellingshausen potrebbe aver avvistato la costa ghiacciata che oggi si sa far parte dell'Antartide orientale. Sulla base dei suoi avvistamenti e delle coordinate segnate nel proprio diario di viaggio, a Bellingshausen viene accreditata da alcuni (ad esempio dallo storico polare britannico A. G. E. Jones) la scoperta del continente.
Bransfield annotò nel suo diario l'esistenza di due "alte montagne, coperte di neve", una delle quali fu poi chiamata monte Bransfield da Dumont D'Urville.
Avendo mappato una parte della penisola di Trinity, Bransfield seguì la costa in direzione nordest scoprendo vari punti sull'isola Elephant e sull'isola Clarence, isole che reclamò per conto della corona britannica. Non aggirò l'isola Elephant e non le diede un nome (prende il nome dagli elefanti marini che la abitano), nonostante abbia mappato completamente l'isola Clarence.
Quando Bransfield giunse finalmente a Valparaíso, consegnò mappe e diario al capitano Shirreff il quale li recapitò all'Ammiragliato. Le mappe originali sono tuttora in possesso del dipartimento idrografico di Taunton, Somerset, mentre il diario di Bransfield è andato perduto. Nonostante tutto l'Ammiragliato rimase più interessato alla ricerca del passaggio a nord-ovest. Due storie del viaggio di Bransfield furono pubblicate nel 1821.
Il diario di uno dei marinai, Charles Poynter, è stato scoperto in Nuova Zelanda ed un racconto è stato pubblicato nel marzo 2001 dalla Hakluyt Society, edito da Richard Campbell.

## Vecchiaia
Non si conosce il resto della vita di Edward Bransfield. Morì il 31 ottobre 1852 a 67 anni e fu sepolto a Brighton, in Inghilterra. Sua moglie gli sopravvisse e fu sepolta nella stessa tomba nel 1863.
L'isola di Bransfield, lo stretto di Bransfield, la depressione di Bransfield, Bransfield Rocks e monte Bransfield prendono tutti il nome da lui.
Nel 2000 la Royal Mail emise un francobollo commemorativo in suo onore, ma non potendo dimostrare la scoperta dell'Antartide da parte dell'esploratore, il francobollo rappresenta la RRS Bransfield, una nave antartica che prese da lui il nome. Nel 1999 la tomba di Edward Bransfield, scoperta in cattivo stato in un cimitero di Brighton, fu restaurata (con donazioni di beneficenza) da Sheila Bransfield.